# Kayraktepe-Talsperre
Die Kayraktepe-Talsperre ist eine geplante große Talsperre in der Türkei. Sie soll im Süden des Landes am Fluss Göksu in der Provinz Mersin (früher: Içel) nahe an der Mittelmeerküste gebaut werden. Frühere Planungen sahen eine Bauzeit von 1985 bis 2003 vor. Der Staudamm aus Stein- und Erdschüttung soll knapp 200 Meter hoch werden.
Die Talsperre soll der Stromgewinnung aus Wasserkraft dienen. Das Wasserkraftwerk bekommt nach zwei verschiedenen Angaben eine Leistungsfähigkeit von 290 oder 420 MW. Pro Jahr sollen 768 bis 990 GWh Strom erzeugt werden.
Für die Flutung des Stausees müssten etwa 20.000 Menschen umgesiedelt werden. Mehr als 12.000 Hektar würden überflutet.